# 食螺蛇科
食螺蛇科（学名：Dipsadidae）是爬行纲有鳞目游蛇总科下的一个科，原为游蛇科下的一个亚科(食蜗蛇亚科 Dipsadinae)，2019年提升为科。